# Frank Porter Graham

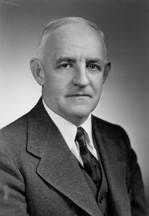
Frank Porter Graham

Frank Porter Graham (* 14. Oktober 1886 in Fayetteville,  Cumberland County,  North Carolina; † 16. Februar 1972 in Chapel Hill, Orange County, North Carolina) war ein US-amerikanischer Politiker. In den Jahren 1949 und 1950 vertrat er den Bundesstaat North Carolina im US-Senat.

## Werdegang
Frank Graham besuchte die öffentlichen Schulen seiner Heimat. Im Jahr 1909 absolvierte er die University of North Carolina. Nach einem anschließenden Jurastudium an der gleichen Universität wurde er im Jahr 1913 als Rechtsanwalt zugelassen. Ob er tatsächlich in diesem Beruf gearbeitet hat, ist nicht überliefert. Bis 1916 studierte er noch an der Columbia University in New York City. Zwischenzeitlich war er in den Jahren 1910 bis 1912 als Englischlehrer an einer High School in Raleigh tätig. Sein Hauptgebiet wurde aber das Fach Geschichte. Zwischen 1915 und 1930 war er Geschichtslehrer, Assessor und schließlich Professor an der University of North Carolina.  Diese Zeit wurde in den Jahren 1917 bis 1919 durch seinen Militärdienst beim United States Marine Corps während des Ersten Weltkriegs unterbrochen. Dabei stieg er vom einfachen Soldaten bis zum Oberleutnant auf. Zwischen 1930 und 1949 war er Präsident der University of North Carolina.
Nach dem Tod von US-Senator J. Melville Broughton wurde Frank Graham als Mitglied der Demokratischen Partei zu dessen kommissarischem Nachfolger ernannt. Da er im Jahr 1950 von seiner Partei nicht zur offiziellen Nachwahl für dieses Mandat nominiert wurde, konnte er sein Amt im Kongress nur zwischen dem 29. März 1949 und dem 26. November 1950 ausüben. Dann trat Willis Smith seine Nachfolge an. Graham war zwischenzeitlich auch schon vor seiner Zeit im Senat Mitglied mehrerer nationaler Regierungsausschüsse und Komitees. Nach seinem Ausscheiden aus dem Kongress wurde er für die UNO diplomatisch tätig. Dabei war er unter anderem als Vermittler zwischen Indien und Pakistan im Kaschmir-Konflikt tätig. 1952 wurde er in die American Academy of Arts and Sciences gewählt. Im Jahr 1967 zog er sich aus gesundheitlichen Gründen aus dem diplomatischen Dienst für die UNO zurück. Er starb am 16. Februar 1972 in Chapel Hill.